# Charlotte Ritchie
Charlotte Anne Ritchie (født 29. august 1989) er en engelsk skuespiller og sanger. Hun er bedst kendt for sin rolle som Alison i Ghosts, Oregon i Channel 4 komedieserie Fresh Meat, Hannah i Siblings, Alison i Dead Pixels, Barbara Gilbert i BBCs drama Call the Midwife, og George i Feel Good. Hun er medlem i den klassiske crossovergruppe All Angels.

## Filmografi

### Film
| År   | Titel                               | Rolle                     | Noter                              |
| ---- | ----------------------------------- | ------------------------- | ---------------------------------- |
| 2004 | The Open Doors                      | Vera                      |                                    |
| 2005 | Harry Potter and the Goblet of Fire | Student                   | Uncredited extra                   |
| 2013 | Benny & Jolene                      | Jolene                    | Also writer, producer and director |
| 2014 | The Portrait                        | Eva Burrell               | Short film                         |
| 2016 | Time Traveller's Support Group      | Lina                      | Short film                         |
| 2018 | Careful How You Go                  |                           | Short film                         |
| 2018 | Man of the Hour                     | Gemma                     | Short film                         |
| 2018 | MatchBox                            | Imogen                    | Short film                         |
| 2019 | Capital                             | Charlotte Quince-Wheatley | Short film                         |
| 2021 | REPEAT                              | Emily Moore               |                                    |

### Tv
| År           | Titel                                       | Rolle                        | Noter                   |
| ------------ | ------------------------------------------- | ---------------------------- | ----------------------- |
| 2009         | Life of Riley                               | Emily Owen                   |                         |
| 2011–2016    | Fresh Meat                                  | Melissa "Oregon" Shawcross   | Main role; 30 episodes  |
| 2012         | Doctors                                     | Becky Foley                  | 2 episodes              |
| 2014         | This Thing Called Love                      | Alice Barber                 |                         |
| 2014–2016    | Siblings                                    | Hannah                       | Main cast               |
| 2015–2018    | Call the Midwife                            | Nurse Barbara Gilbert        | Main role: series 4–7   |
| 2016         | Drunk History UK                            | Self (drunk storyteller)     | 1 episode S2 E5         |
| 2016         | Raised by Wolves                            | Ruby                         | 3 episodes              |
| 2016         | Eddie Izzard: Marathon Man for Sport Relief | Narrator                     |                         |
| 2019         | Doctor Who                                  | Lin                          | 1 episode: "Resolution" |
| 2019         | Death in Paradise                           | Iris Shephard                | 1 episode               |
| 2019         | Stath Lets Flats                            | Harriet                      | 1 episode               |
| 2019–present | Ghosts                                      | Alison Cooper                | Main role; 26 episodes  |
| 2019–present | Dead Pixels                                 | Alison                       | Main role; 12 episodes  |
| 2020         | McDonald & Dodds                            | Sgt Irene Ross               | 1 episode               |
| 2020         | The Other One                               | Kitty                        | 1 episode               |
| 2020–2021    | Feel Good                                   | George                       | Main role; 12 episodes  |
| 2021         | Taskmaster                                  | Deltager                     | Serie 11                |
| 2022         | Grantchester                                | Bonnie Evans (Cathy's niece) | Serie 7                 |
| 2022         | You                                         | Kate                         | Main Role; Season 4     |

### Computerspil
| År        | Titel              | Rolle                | Noter      |
| --------- | ------------------ | -------------------- | ---------- |
| 2014–2016 | Dreamfall Chapters | Zoë Castillo (voice) | Hovedrolle |
| 2021      | Bravely Default II | Gloria (stemme)      |            |